# Vangueriella glabrescens
Vangueriella glabrescens är en måreväxtart som först beskrevs av Robyns, och fick sitt nu gällande namn av Bernard Verdcourt. Vangueriella glabrescens ingår i släktet Vangueriella och familjen måreväxter. Inga underarter finns listade i Catalogue of Life.